# 袋田温泉
袋田温泉（ふくろだおんせん）は、茨城県久慈郡大子町（旧常陸国）にある温泉。

## 泉質
- ナトリウム硫酸塩塩化物泉
  - 源泉温度29℃
- 単純温泉
  - 源泉温度43℃

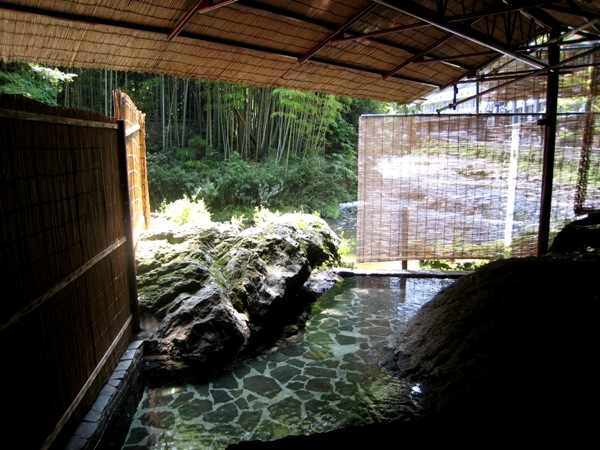
袋田温泉

飲泉による効能があるとされ、飲用医薬部外品としての許可を取得している。
無色透明無臭の重炭酸含有泉。
アルカリ性単純温泉で、美肌・筋肉痛・神経痛・関節痛・五十肩・うちみ・くじきなどの効能があるとされる。
※画像は現在の袋田温泉　思い出浪漫館の渓流露天風呂。

## 温泉街・観光
周辺には袋田温泉の他にも大子温泉、月居温泉、淺川温泉、森林の温泉などがあり、総じて奥久慈温泉郷と呼ばれている。
日本の滝百選にも選ばれている袋田の滝をはじめ、月待の滝、大子観光やななど自然と景観が楽しめ、袋田の滝周辺には土産物屋なども多い。
秋の紅葉はもちろん、春の新緑、夏のアウトドアなど自然を楽しめ、冬は袋田の滝の凍結やシガなどを見られる事もある。
食材も豊富で全国特殊鶏（地鶏）味の品評会で1位に輝いた奥久慈軍鶏をはじめ、八溝山を源流とする久慈川の鮎、蕎麦、蒟蒻、湯葉、山菜などが有名。
また大子町には山々のなだらかな傾斜を利用したりんご畑が多く、秋にはりんご狩りを楽しめる。

## 祭・イベント
中田植(ちゅうだうえ)

花火大会と灯ろう流し 

八溝嶺神社祭礼(梵天祭り) 

## 歴史
開湯は平安時代であるという。
古くから「袋田の湯」と呼ばれ県内の人に利用されていた。
開湯伝説によれば、田んぼの中から自然湧出（ゆうしゅつ）泉が有り、「田毎の湯」とも呼ばれていた。
2軒の湯宿があったと伝えられる。
水戸藩の地理学者長久保赤水の「地理考・常陸之部」には「温泉は袋田の湯といふ。月居山の下、宿並の後山際にあり、男女百病を治す」と記されている。
1860年（安政7年）3月3日、桜田門外の変で実行隊長として襲撃を指揮し、大老井伊直弼を暗殺した関鉄之介は薩摩藩などを逃げ回るも受け入れられず、水戸藩領である袋田（現在の久慈郡大子町）の桜井家に潜伏する。
この頃関鉄之助は病にかかっており袋田温泉で治癒をしたと言われている。
袋田温泉には関鉄之介の歌碑が建てられている。
近くには景勝地袋田の滝があり、1929年（昭和4年）の東京日日新聞（現在の毎日新聞社）が行った「日本新名所二十五勝」の人気投票にも選ばれる。
前年に水郡線常陸大子駅が開通、1934年（昭和9年）10月には全通し沿線各地の交通が開けたことから多くの観光客で賑わうようになる。
太平洋戦争の頃は袋田温泉は胃腸病に特効があると認められ、海軍の指定旅館となる。
現在は株式会社IHSが経営している。

### 温泉開発
1935年（昭和10年）8月、茨城交通を経営していた竹内勇之助により温泉開発が計画される。
1936年（昭和11年）4月にボーリングは地下約450mに達し、摂氏45度、涌出量は一昼夜で約1,500石余の重炭酸泉の湯脈を得る。
同年11月に袋田温泉ホテルが営業開始される。

## アクセス
- 鉄道 : JR水郡線袋田駅よりタクシーで約5分。